# Calle Gorgullón
La calle Gorgullón (rúa do Gorgullón en gallego) es una calle peatonal de la ciudad española de Pontevedra situada en la zona sur de la ciudad. Es una de las principales calles de Pontevedra por las que pasa el Camino de Santiago Portugués.

## Origen del nombre
El nombre de la calle tiene un origen hidrónimo  ya que hace referencia a un curso de agua, concretamente el río Gafos. El nombre es una derivación del topónimo Gorguja o Gorgua que alude a un cauce fluvial de robledo.

## Historia
La actual calle Gorgullón tiene su origen en un antiguo camino real y de peregrinación que entraba en la ciudad de Pontevedra por la puerta de Trabancas y que fue la continuación tradicional de la calle Virgen del Camino. Como barrio, el Gorgullón ya aparece citado en 1684.
Durante varios siglos el camino del Gorgullón estuvo en un entorno fundamentalmente rural. En 1853 el camino sufrió su primera ampliación importante. Desde 1884 hasta 1966 el camino discurría paralelo a las vías férreas que ocupaban la actual avenida de Eduardo Pondal, en una cota inferior. Estaba ubicado en las afueras de la ciudad, integrado en un entramado urbano dominado por un paisaje rural, rodeado de fincas privadas y casas dispersas. En el antiguo camino se encontraba incluso una fuente, utilizada por los peregrinos y los vecinos. Progresivamente se fue urbanizando y a finales del siglo XX contaba con estrechas aceras, aparcamiento y un carril de circulación.
A principios del siglo XXI la calle tuvo un gran impulso edificatorio, construyéndose muchos de los edificios actuales en esta época. En 2014 abrió el primer albergue para peregrinos en el Gorgullón. La gran transformación de la calle se produjo entre 2018 y 2019. Se potenció como eje del Camino de Santiago Portugués y se realizó una reforma integral de la misma convirtiéndola en peatonal para dar preferencia a los peatones y a los peregrinos. La reurbanización completa de la calle se inauguró el 1 de diciembre de 2019.
Entre 2021 y 2022 se realizó la humanización y reurbanización de vías perimetrales, como Moa, Curtidoira o Pedro Sarmiento de Gamboa. En julio de 2022, se completó un mural con la imagen de Tino Lores, gran promotor del Camino de Santiago Portugués, en la fachada frontal de una casa de la calle. La obra fue realizada por el artista portugués Daniel Eime.
En abril de 2025 el grafitero orensano David Vieira realizó un mural sobre el Camino de Santiago en una fachada de un edificio en el noroeste de la calle representando a dos peregrinos, el apóstol Santiago y un paisaje relacionado con el camino. A este se añaden otros dos murales con las imágenes de la iglesia de la Virgen Peregrina y los puentes de la ciudad.

## Descripción
Se trata de una calle peatonal de 650 metros de longitud, con un trazado curvilíneo y llana en la mayor parte de su recorrido, que conecta la avenida de Eduardo Pondal con la avenida de la Estación. Su anchura media es de 12 metros. A lo largo del trazado confluyen en ella por su lado izquierdo las calles Lavandeiras, Pedro Sarmiento de Gamboa, Curtidoira, Muíño, Moa y Auga y por su lado derecho la Travesía de Eduardo Pondal, Muíño y Moa que conducen a la avenida de Eduardo Pondal. Cuenta con una pequeña plazuela de entrada con bancos que entronca con la avenida de la Estación y la senda del parque del Gafos.
Es el principal acceso al centro de la ciudad desde el sur para los peregrinos que transitan el Camino de Santiago Portugués, constituyendo una calle referencia del camino. En ella se ubican cuatro albergues para peregrinos, un edificio de apartamentos turísticos, el grupo de centros de preparación de oposiciones Academia Postal, una tienda de productos ecológicos, la sede de asociaciones como Xuntos Síndrome de Down o Afapo para enfermos de Alzheimer, así como una residencia de mayores, entre otros establecimientos y centros.
La calle cuenta con plataforma única (con tráfico restringido a vecinos y comercio) de adoquines color ocre enmarcados longitudinalmente a ambos lados de la calle por bandas de pizarra gris oscuro. En el suelo están instaladas bandas lumínicas de color lavanda con 9.000 leds entre bandas de pizarra para señalar el itinerario jacobeo. Además para la iluminación, la calle dispone de 32 farolas a lo largo de la misma y de cuatro columnas de iluminación frente a la estación de ferrocarril. La pendiente de la calle Muíño hacia la avenida de Eduardo Pondal se salva mediante rampas y escaleras. Al principio de la calle, cerca de la avenida de la Estación, el desnivel con respecto a la avenida de Eduardo Pondal se resuelve por medio de bancadas.
A lo largo de la calle, principalmente en su lado derecho, se encuentra una fila de perales de flor o perales de Callery que actúan como pantalla vegetal delante de los bajos de los edificios y en la plazuela de entrada por el sur se hallan varios ginkgos biloba.
Al final de la calle, en su confluencia con las avenidas Estación y Eduardo Pondal se encuentra la escultura Dorna, un homenaje al Camino de Santiago realizado en 2001 por el escultor Xaime Quesada, que estuvo ubicada hasta 2006 en la antigua rotonda del puente del Burgo.

## Galería de imágenes

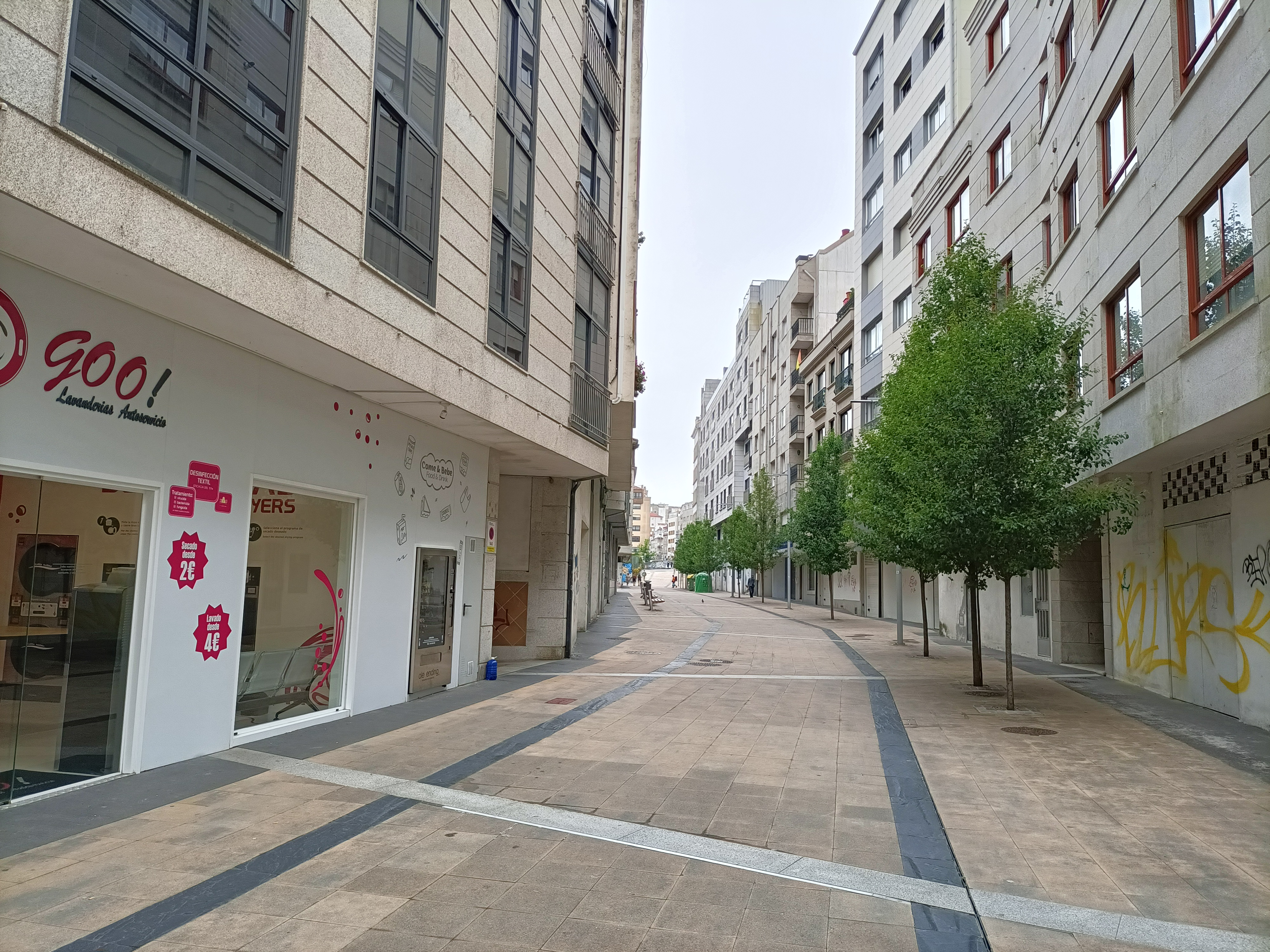
La calle Gorgullón en 2024
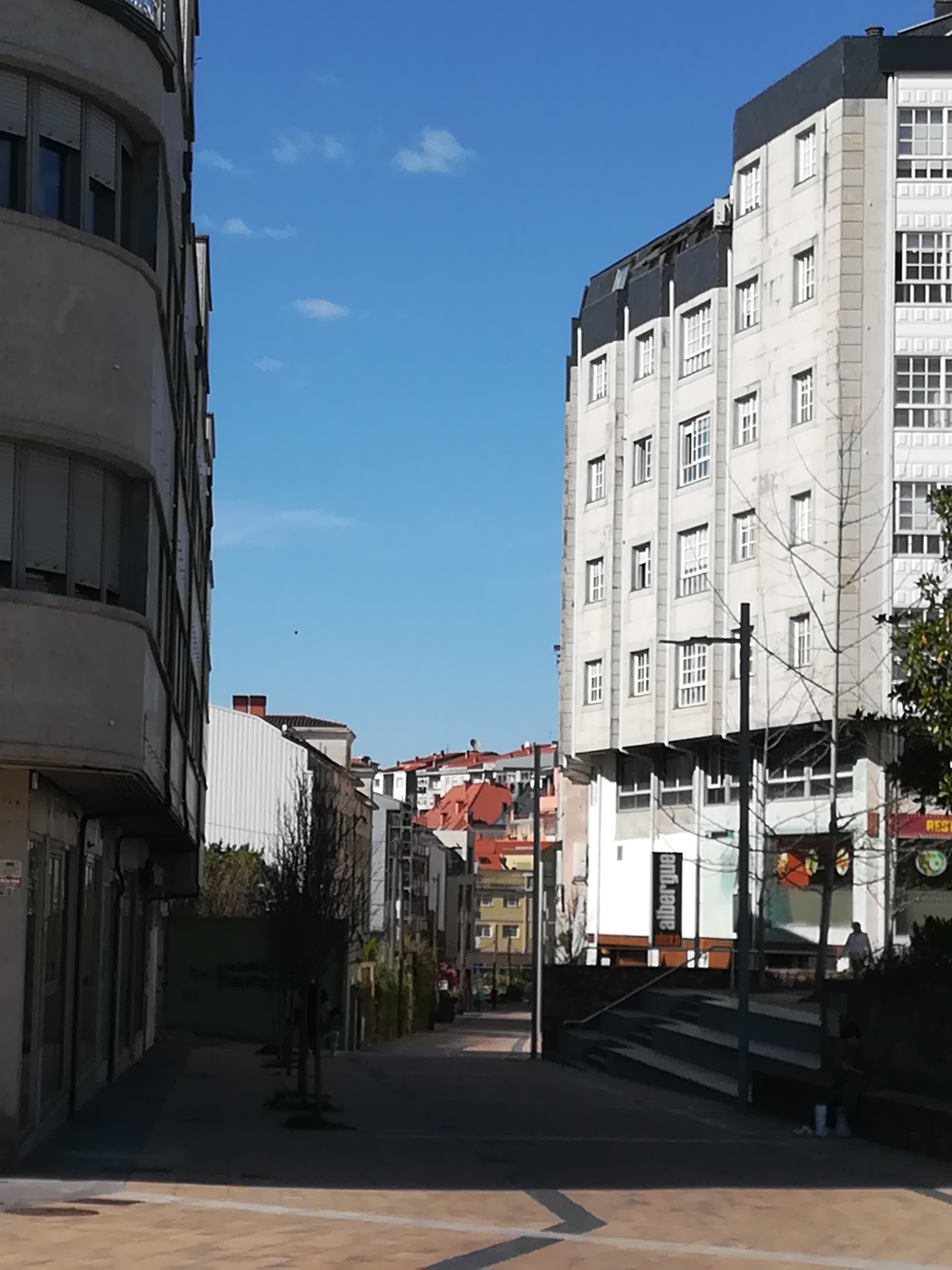
La calle en la confluencia con la Avenida de la Estación
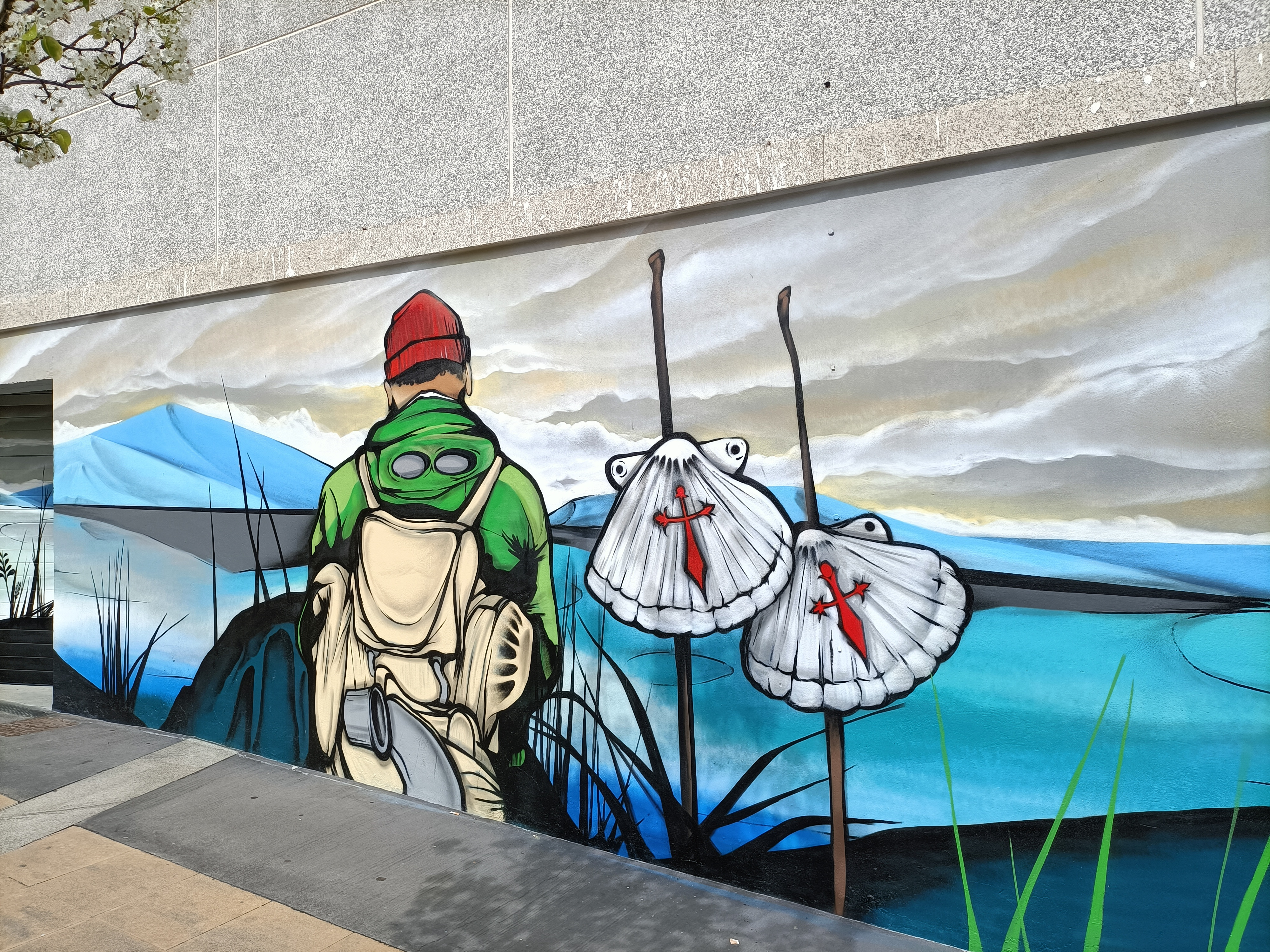
Mural del Camino de Santiago en un edificio de la calle
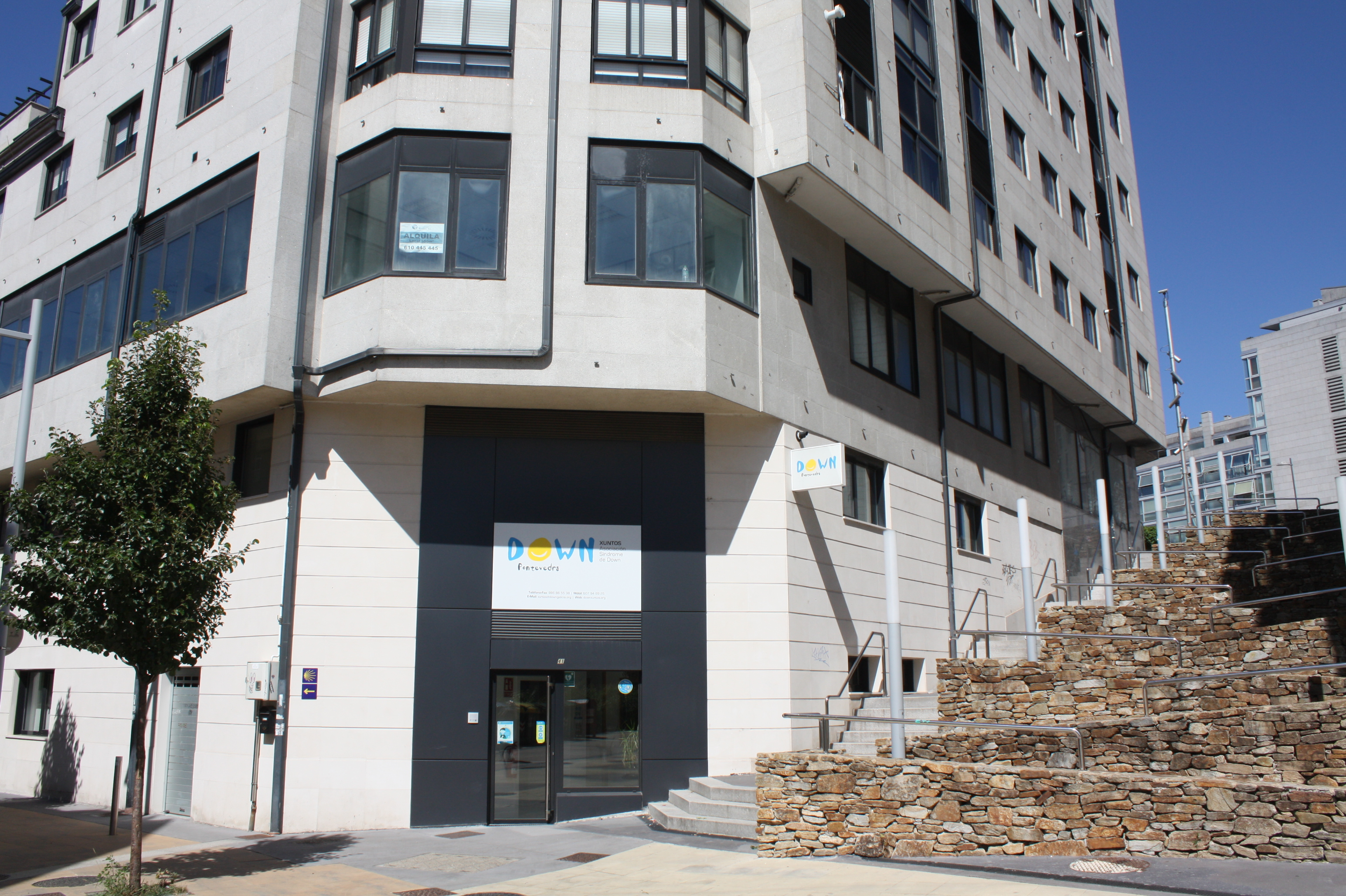
Escaleras y rampas hacia la Avenida de Eduardo Pondal
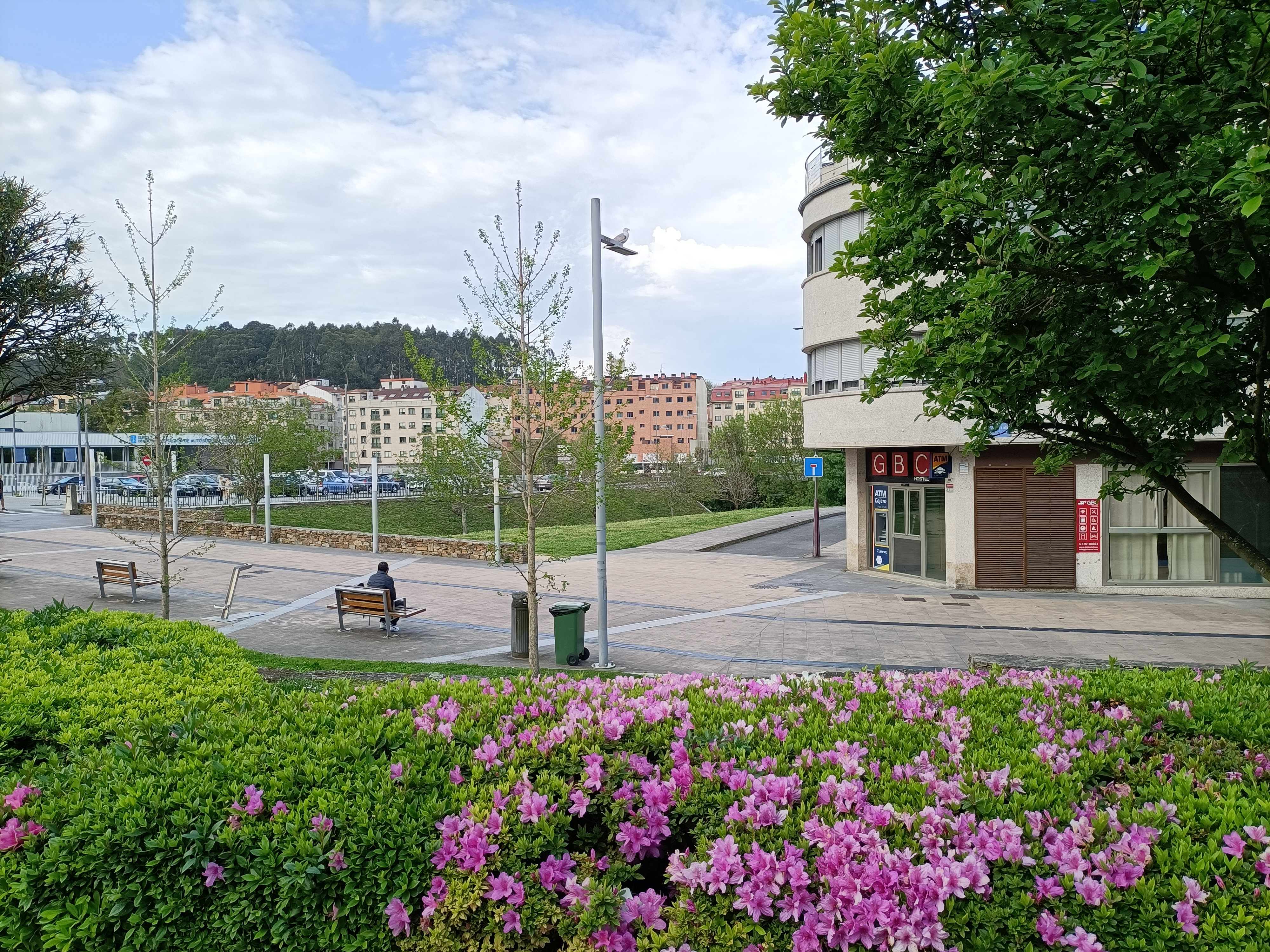
Tramo final de la calle Gorgullón  en 2025
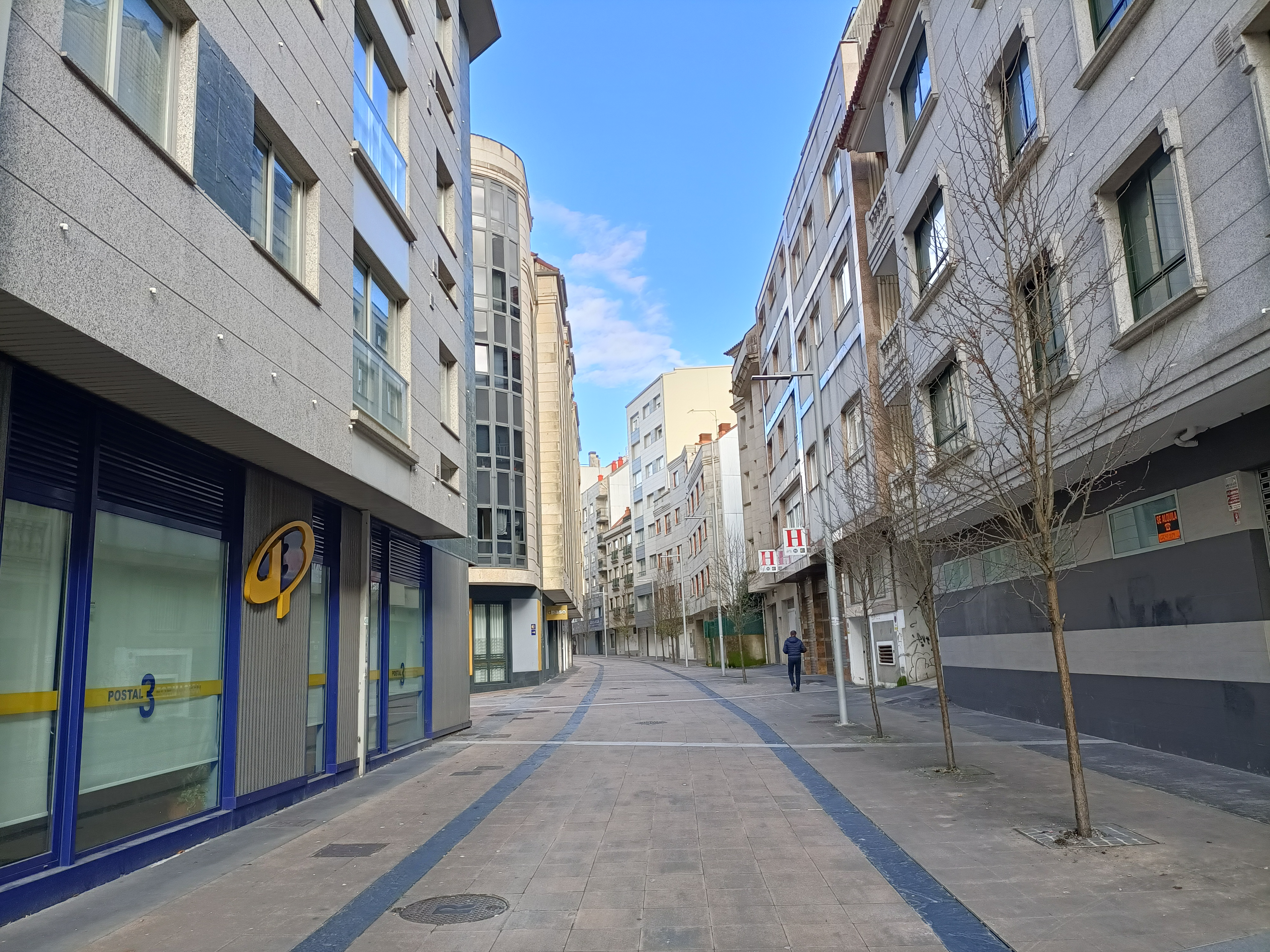
La calle en 2025
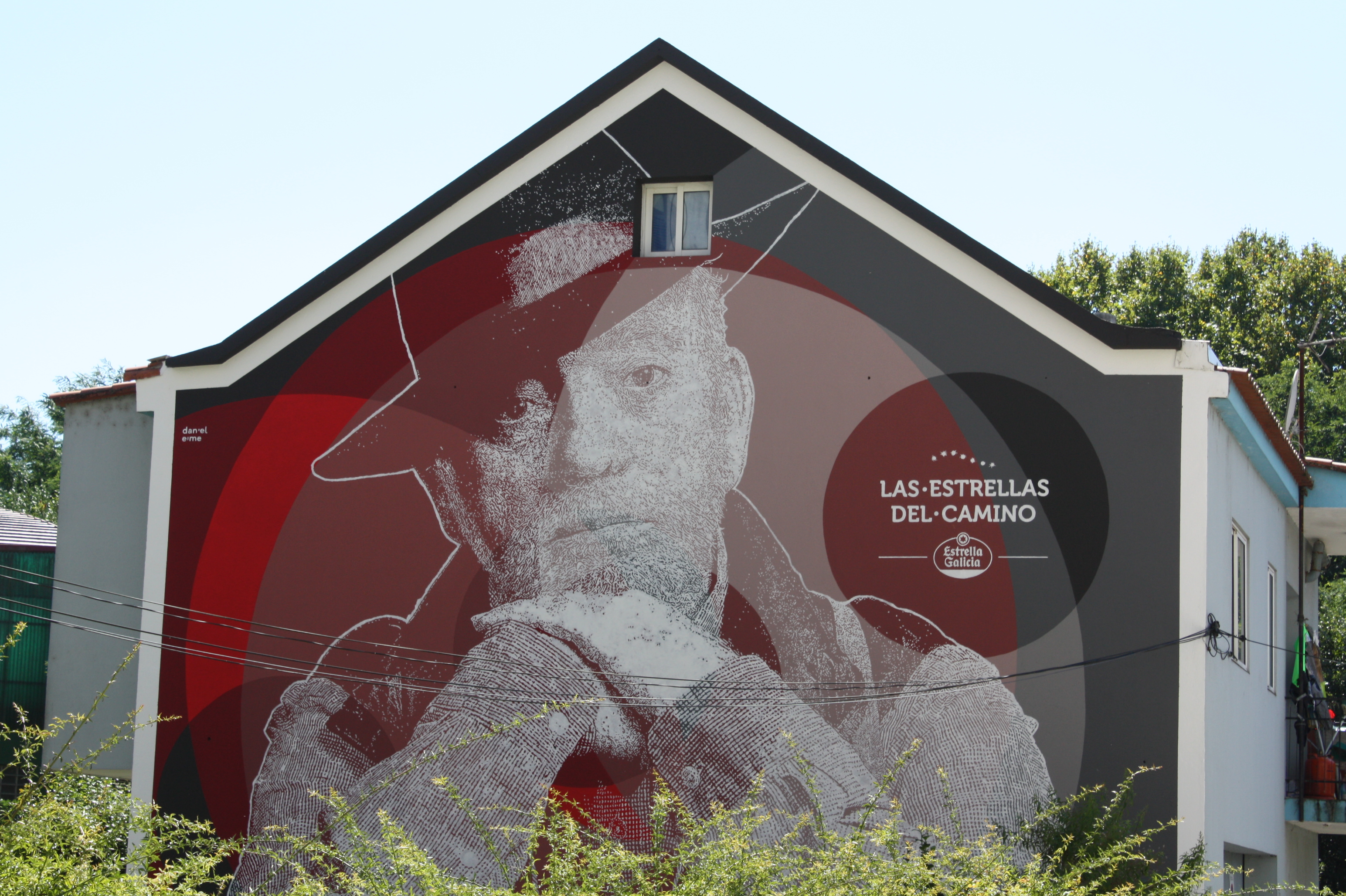
Mural  en una casa de la calle con la imagen de Celestino Lores, impulsor del Camino Portugués
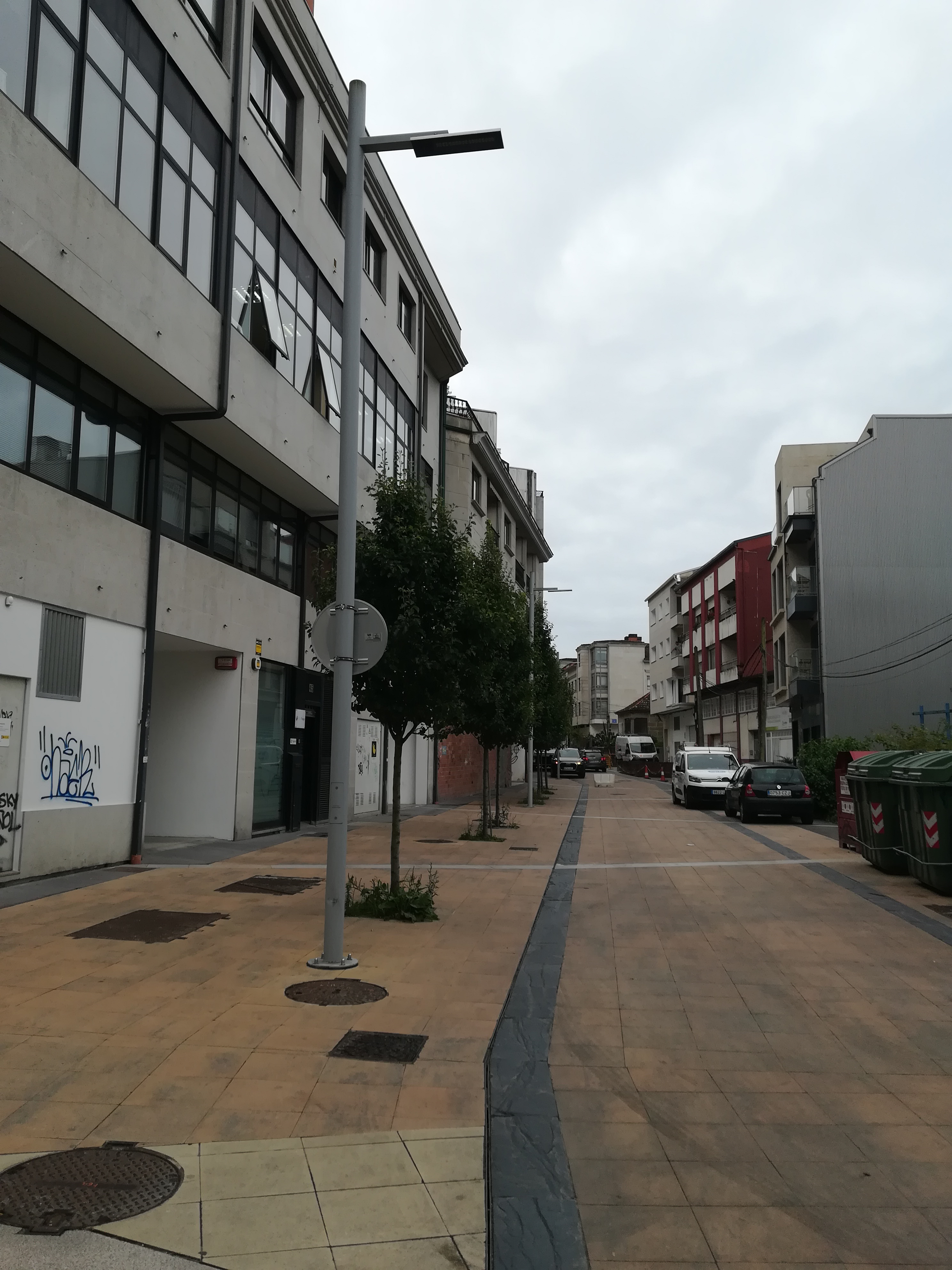
Tramo sur de la calle en 2022
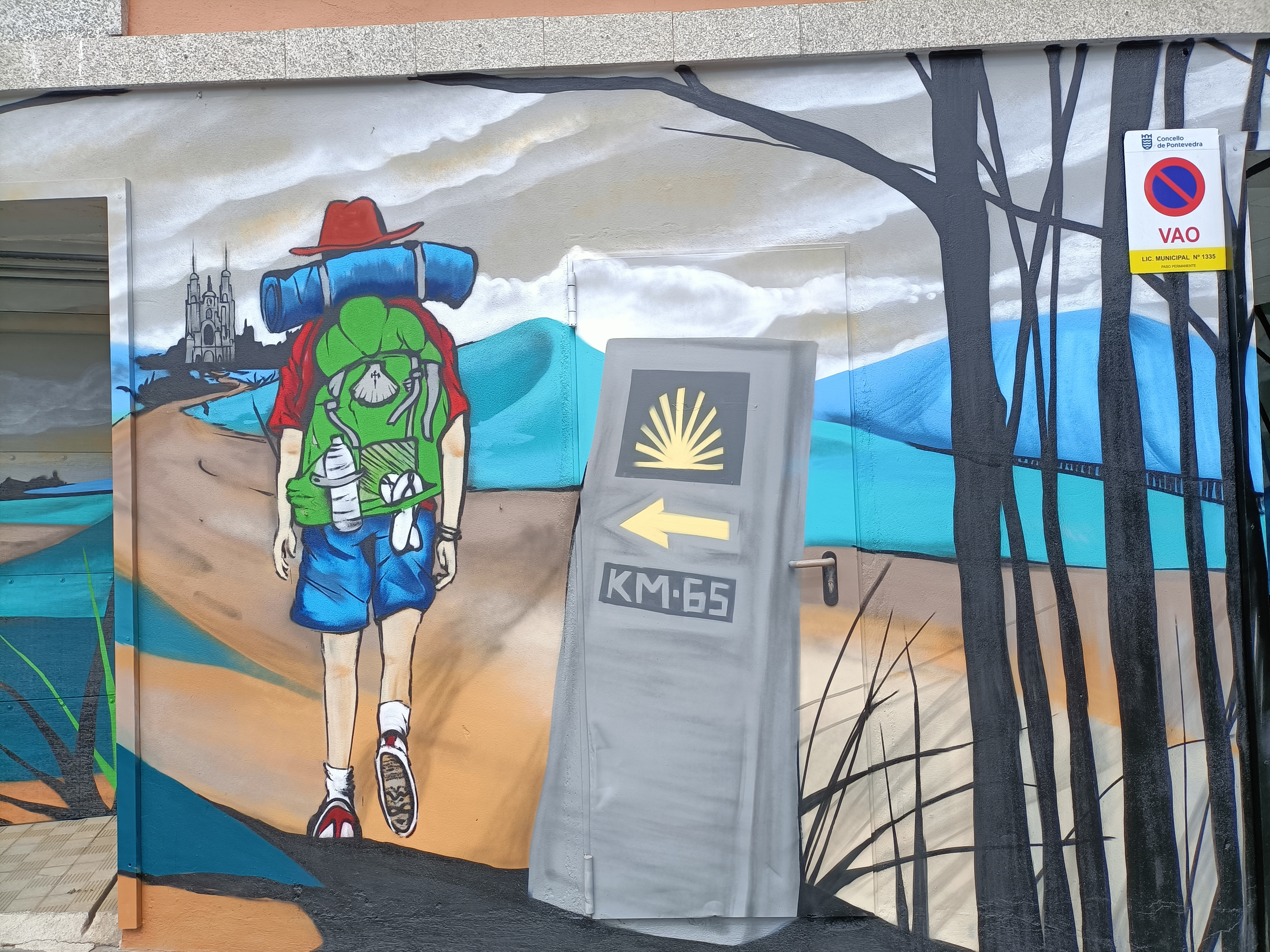
Mural del Camino de Santiago en un edificio de la calle
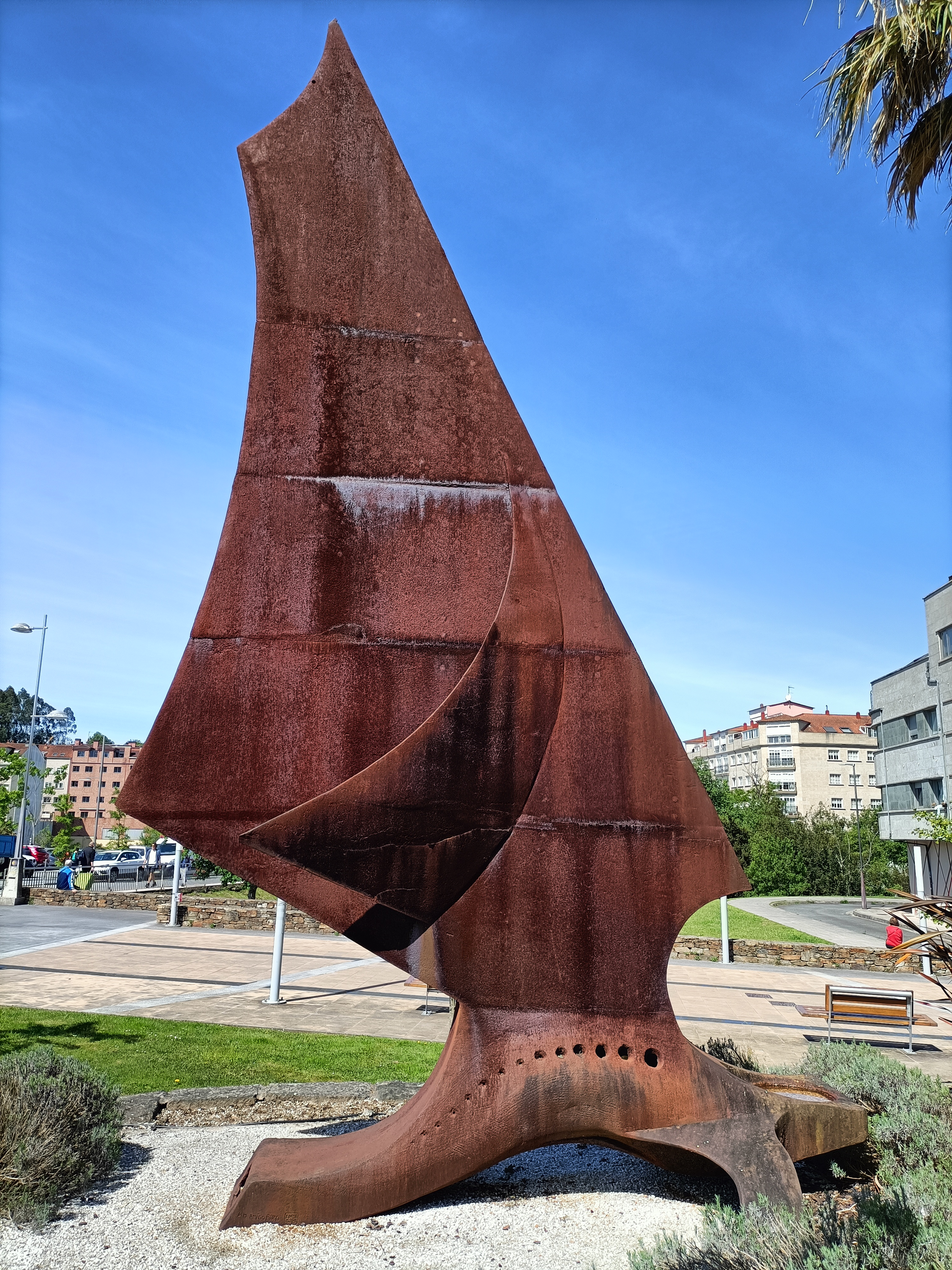
La escultura Dorna delante de la calle Gorgullón
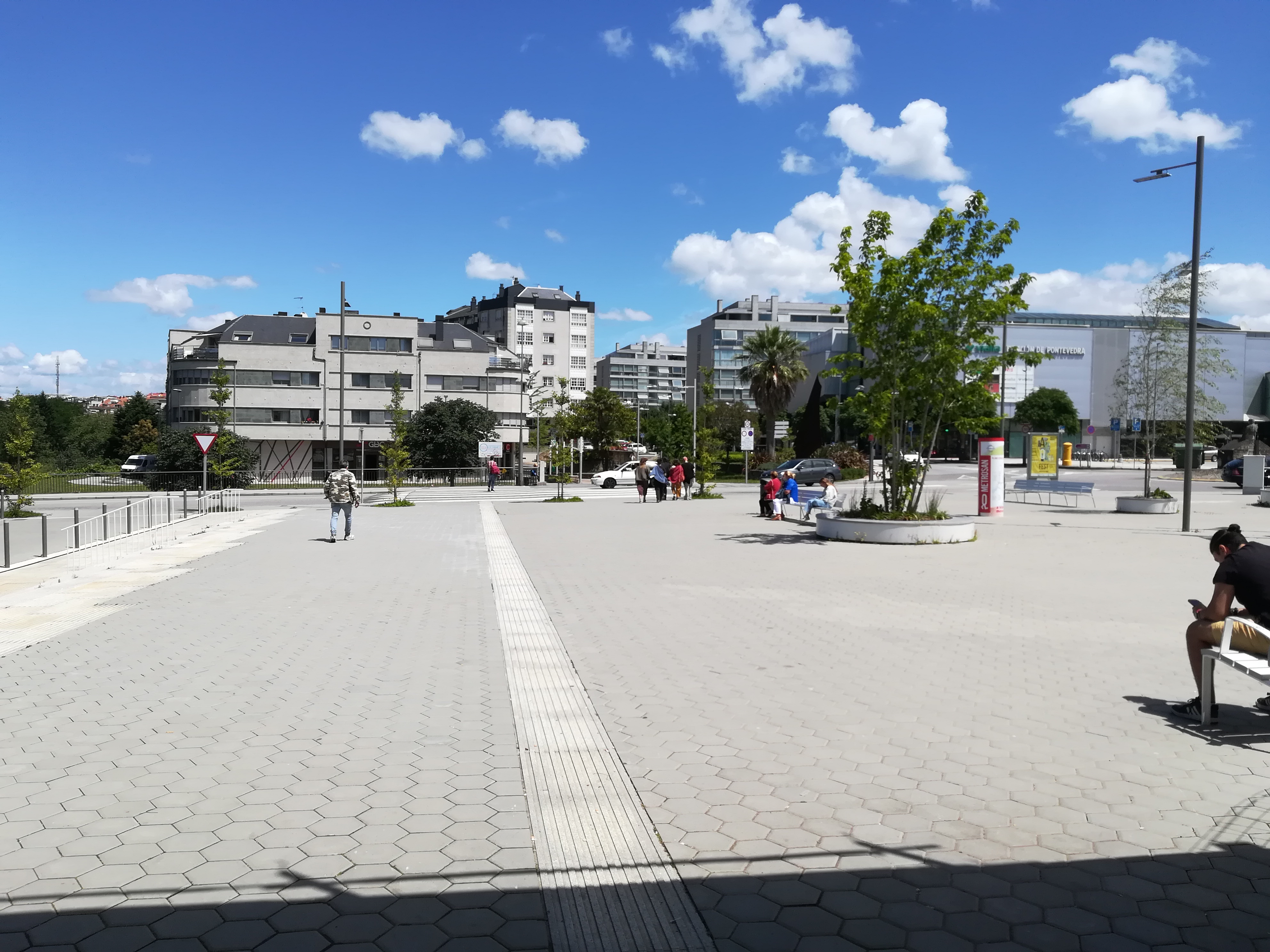
Plaza de la Estación, enfrente a la calle Gorgullón
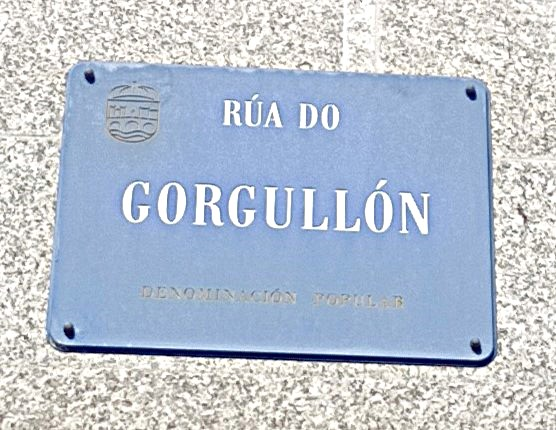
Placa de la calle Gorgullón